# Marija Łytwynenko-Wohlgemuth
Marija Iwaniwna Łytwynenko-Wolgemuth (ukr. Марія Іванівна Литвиненко-Вольгемут, ur. 1 lutego?/13 lutego 1892 w Kijowie, zm. 3 kwietnia 1966 tamże) – radziecka i ukraińska śpiewaczka operowa, Ludowy Artysta ZSRR (1936), kawaler Nagrody Państwowej ZSRR (1946). 

## Życiorys
W latach 1923–1935 solistka Opery Charkowskiej, 1935–1953 – solistka Opery Kijowskiej. W latach 1944–1966 wykładowca konserwatorium kijowskiego. Odznaczona: Orderem Lenina (1946), Medalem „Za pracowniczą dzielność” oraz trzykrotnie Orderem Czerwonego Sztandaru Pracy (1936), (1948) i (1951).

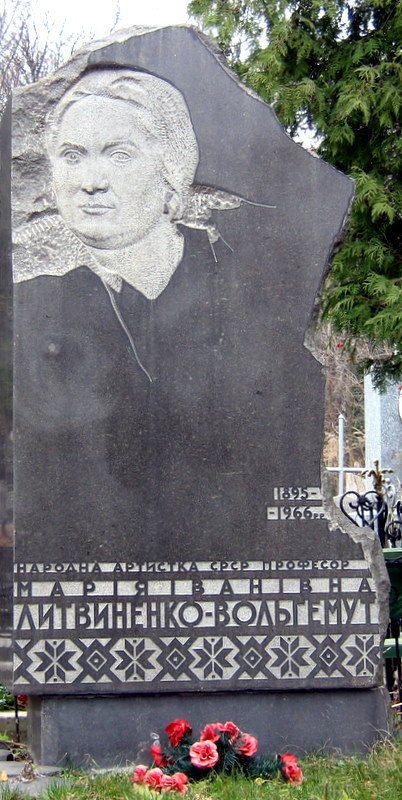
Nagrobek Marіi Łytwynenko-Wohlgemuth